# 20217 Kathyclemmer
A 20217 Kathyclemmer (ideiglenes jelöléssel (20217) 1997 GK33) a Naprendszer kisbolygóövében található aszteroida. A LINEAR projekt keretében fedezték fel 1997. április 3-án.